# Podborze (województwo podkarpackie)
Podborze – wieś w Polsce położona w województwie podkarpackim, w powiecie mieleckim, w gminie Radomyśl Wielki, nad Potokiem Zgórskim.
Prawdopodobnie na granicy ze wsią Zgórsko mieścił się Zamek Zgórsko-Podborze (obecnie istnieje tu jedynie wzgórze). W kwietniu 1943 wieś została spacyfikowana przez Niemców za pomoc ukrywającym się Żydom. W latach 1975–1998 miejscowość położona była w województwie tarnowskim.
W Podborzu działa klub piłkarski Atut Podborze założony w 1956. W sezonie 2015/16 występuje w klasie B grupa: Rzeszów V - Mielec. Istnieje tu Zespół Szkolno-Przedszkolny w Podborzu.